# Bertil Hawerman
Karl Bertil Anders Hawerman, född 30 november 1920 i Hogräns församling, Gotlands län, död 11 augusti 2006 i Lidingö församling, Stockholms län, var en svensk väg- och vattenbyggnadsingenjör. 
Hawerman utexaminerades från Kungliga Tekniska högskolan 1947. Han anställd vid Väg- och vattenbyggnadsstyrelsen 1948–1967, chef för vattenvårdsbyrån vid Statens naturvårdsverk 1967–1973 och verkställande direktör för Svenska vatten- och avloppsverksföreningen 1973–1986. Han invaldes som ledamot av Kungliga Ingenjörsvetenskapsakademien 1967.